# Герговия
Герговия (Gergovia: на окситански език: Gergòia) е главният град на галското племе арверни. Той се намира до днешното малко селище Gergovie, наблизо до Клермон Феран в регион Оверн (департамент Пюи дьо Дом), Франция.
По време на галската война Юлий Цезар напразно се опитва през 52 пр.н.е. да превземе града, в който са галските войски с Верцингеторикс. Войската му претърпява тежки загуби в битката при Герговия.